# Religiolus - Vedere per credere
Religiolus - Vedere per credere (Religulous) è un film del 2008 diretto da Larry Charles, scritto, prodotto ed interpretato da Bill Maher.
Il film è un documentario satirico che fin dal titolo, unione delle parole inglesi religious (religioso) e ridiculous (ridicolo), attacca frontalmente la fede religiosa e le sue forme organizzate, in particolare le tre religioni abramitiche.

## Trama
Bill Maher viaggia in giro per il mondo, visitando luoghi di particolare significato religioso, incontrando ed intervistando esponenti di diverse fedi religiose, scienziati, personalità pubbliche e gente comune. Il punto di vista subito dichiarato, è quello di un agnostico, convinto che «la religione sia un ostacolo al progresso dell'umanità». Maher, di padre cattolico e madre ebrea, educato come cattolico, inizia il proprio viaggio dalla chiesa di Nostra Signora della Misericordia di Park Ridge, la chiesa frequentata durante l'infanzia, dove intervista la propria sorella e la propria madre. Quest'ultima rivela che il marito, padre di Bill, aveva smesso di frequentarla probabilmente poiché era contrario alla posizione della Chiesa in merito all'uso degli anticoncezionali.
Alla "Truckers Chapel" di Raleigh, North Carolina, incontra alcuni camionisti cristiani, fra cui addirittura un ex-satanista, che appaiono ben poco disposti a lasciare che il tipico intellettuale metta in discussione la loro fede semplice e sincera, quando solleva il problema che molti concetti del cristianesimo in realtà non siano nemmeno presenti nella Bibbia, ma idee successive. Con lo scienziato cristiano evangelico Francis Collins, capo del Progetto genoma umano, autore di Il linguaggio di Dio (The Language of God: A Scientist Presents Evidence for Belief), affronta la questione dell'esistenza storica di Gesù.
Il "dottor" Jeremiah Cummings, ex-membro del gruppo musicale Harold Melvin & the Blue Notes, poi fondatore dell'Amazing Life World Outreach in North Carolina, tipico esempio di quei predicatori televisivi che accumulano enormi ricchezze e che si comportano come rock star, si dimostra del tutto impermeabile alle provocazioni sul suo stile di vita rivoltegli da Maher, che per i vestiti e i gioielli costosi lo paragona a un pappone (pimp), e arriva a sostenere che Gesù vestiva bene e non ha mai detto nulla contro ricchezza, e che i soldi sono solo il risultato della sua ricerca di Dio.
Dopo aver incontrato ad Amsterdam un prete francescano, secondo cui per la Bibbia l'omosessualità è accettabile, approfondisce il tema al Calvary Life Care Center di Winter Park, Florida, con il pastore John Wescott di Exchange Ministries, ex-gay che sostiene che l'omosessualità non esista in natura, ma sia causata da insicurezza ed infelicità, e vada sconfitta con la terapia di conversione, e con il genetista Dean Hamer, autore di The God Gene, scopritore del "gene gay". Con Steve Burg, gestore di un negozio di oggetti religiosi, ex membro di Ebrei per Gesù (Jews for Jesus), parla di miracoli e della storia biblica di Giona.
Sul tema del rapporto tra Stato e religione, Maher incontra il giornalista Ray Suarez, il quale spiega che, malgrado gli Stati Uniti siano diventati una "nazione cristiana", i suoi padri fondatori, oggi visti come una sorta di apostoli, fossero invece esplicitamente contrari al carattere religioso dello Stato (e cita il caso di Thomas Jefferson, autore della riscrittura "laica" dei Vangeli Faith and Moral Teachings of Jesus of Nazareth), e il senatore democratico Mark Pryor, fervente evangelico, che si dimostra incapace di sostenere un contraddittorio sui temi dell'etica, dei Dieci Comandamenti, e di rispondere alla contestazione che gli Stati Uniti siano il Paese sia più religioso che più bellicoso dell'Occidente, rifugge ad una domanda sull'evoluzionismo e riesce a rendersi sorprendentemente ridicolo con le proprie parole, senz'alcuno sforzo da parte dell'intervistatore.
Sul tema del creazionismo incontra Ken Ham, tra i fondatori di Answers in Genesis, associazione che promuove l'interpretazione letterale del Libro della Genesi, tra l'altro attraverso il Creation Museum di Petersburg, Kentucky, una sorta di Jurassic Park religioso che Maher paragona ai Flintstones. Il ben più autorevole astronomo gesuita George Coyne, ex direttore della Specola Vaticana, afferma invece che le sacre scritture e la scienza moderna appartengono a due periodi storici troppo distanti fra loro, per cui non è possibile un'interpretazione letterale delle scritture, le quali non possono né devono essere utilizzate come base scientifica.
Maher riesce a far ammettere a padre Reginald Foster, latinista del Vaticano, che sotto molti aspetti la Chiesa cattolica non è in linea con gli insegnamenti originari di Gesù. Al parco a tema religioso Holy Land Experience di Orlando, Florida, intervista turisti, impiegati e soprattutto l'attore che interpreta Gesù e risponde con convinzione e adesione al "personaggio" alle sue domande su questioni impegnative come l'esistenza del male.
Non manca una rapida visita anche allo Speakers' Corner di Hyde Park, a Londra, dove vengono propagandate le religioni e i credi più diversi, tra cui ovviamente anche Scientology. Maher sfrutta la convinzione comune che la dottrina di Scientology sia demenziale, per mostrare come il cristianesimo proponga credenze altrettanto incredibili. Ma ancor più folli sono quelle del mormonismo: Dio vive su un altro pianeta, Gesù è venuto in America dopo la resurrezione, gli indiani sono la tribù perduta di Israele, il Giardino dell'Eden è in Missouri. A Salt Lake City, Maher non può accedere al Tempio, ma si fa spiegare i fondamenti di questa religione da due ex membri della Chiesa di Gesù Cristo dei santi degli ultimi giorni.
Alla Grand Central Station, l'incontro con il neuropsichiatra Andrew Newberg, autore di Why We Believe What We Believe, studioso di "neurotheology", ossia del rapporto tra i processi neurologici e le esperienze spirituali, è l'occasione per Maher di definire la fede un disordine neurologico. Maher si dedica quindi all'ebraismo. A New York incontra il rabbino Yisroel Dovid Weiss, portavoce del gruppo antisionista Neturei Karta, a cui rinfaccia la partecipazione alla conferenza negazionista International Conference to Review the Global Vision of the Holocaust del dicembre 2006, a Teheran. Riguardo alle rigide restrizioni del sabato, si fa spiegare dal rabbino Shmuel Strauss dell'Institute for Science and Halacha di Gerusalemme tutti i meccanismi per rispettare formalmente il giorno del riposo, ma aggirarne di fatto i divieti.
A Miami incontra José Luis de Jesús Miranda, fondatore di Creciendo en Gracia (Growing in Grace International Ministry), culto con oltre centomila seguaci nel mondo, il quale si dichiara Gesù Cristo ritornato in Terra. A lui contesta la questione del perché Dio, onnipotente, scelga dei profeti come tramite con l'umanità, invece di parlare direttamente a tutto il mondo. Ad Amsterdam, tenta di intervistare il reverendo Ferre van Beveren della Prima Chiesa Universale del Canteismo (First Universal Church of Cantheism), basata sull'uso della marijuana, ma il "religioso" sembra completamente fumato ed incapace di rispondere a qualsiasi domanda.
Maher si dedica quindi all'islam. Incontra la politica musulmana Fatima Elatik all'angolo di strada dove il regista Theo van Gogh fu ucciso da un estremista islamico; il rapper britannico islamico Aki Nawaz, conosciuto come Propa-Gandhi, che nelle sue canzoni inneggia alla guerra santa e si difende appellandosi al diritto di discussione e confronto, che però non estende agli altri, visto che non è disposto ad ammettere l'ingiustizia della fatwā contro Salman Rushdie; il politico Geert Wilders, dalle posizioni fortemente anti-islamiche; i proprietari del gay bar musulmano di Amsterdam "Habibi Ana"; Mohamed Junas Gaffar della moschea Taiban di Amsterdam, a cui rinfaccia il fatto che tutti i musulmani sostengano che l'Islam non è una religione di violenza, ma di pace, eppure sono spesso gli islamici ad uccidere per la religione.
A Gerusalemme incontra Muhammad Hourani, coordinatore del Center for Peace and Reconciliation della Cupola della Roccia. Infine, a Megiddo, futuro teatro dell'Armageddon secondo il Libro della Rivelazione, Maher trae le seguenti conclusioni. La religione ha il potere di spingere gli uomini verso eventi distruttivi, quindi in effetti porterà alla fine del mondo, l'Apocalisse sarà una profezia autoavverata: perché il genere umano possa sopravvivere, la religione deve morire. I predicatori sono padroni intellettuali che tengono legata l'umanità all'ignoranza e generano e giustificano follia e distruzione; la fede rende virtuoso il non pensare, nulla di cui vantarsi; la religione è pericolosa perché permette agli uomini che non hanno risposte di credere che le avranno. L'unico atteggiamento appropriato per l'uomo davanti alle grandi domande non è l'arrogante certezza che è il marchio della religione, ma l'umiltà del dubbio, visto che la storia umana è una serie infinita di errori. Il conforto e il sollievo offerti dalla religione hanno un prezzo terribile. I non religiosi devono uscire allo scoperto. È tempo di crescere o morire.

## Distribuzione
È stato presentato in anteprima al Toronto International Film Festival il 6 settembre 2008 ed in seguito in svariati festival cinematografici internazionali, fra cui il Torino Film Festival.